# Gitea
Gitea — ПО для хостинга IT-проектов и совместной разработки на базе Git. Поддерживает отслеживание ошибок, вики и обзор кода. Сервис создан как self-hosted решение, однако есть и публичные экземпляры.

## Технические детали
Gitea можно разместить на всех платформах, поддерживаемых Go включая Linux, macOS и Windows.

## История
Сервис Gitea был создан группой разработчиков, принимавших участие в развитии проекта Gogs. Хотя Gogs был проектом с открытым исходным кодом, внесение любых изменений в репозиторий полностью контролировалось его автором, что не позволяло проекту развиваться более активно. В целях более активной разработки, в ноябре 2016 года был создан форк, названный Gitea. Официальный релиз 1.0 был выпущен в декабре 2016 года.
В 2022 году основатель проекта Lunny и один из разработчиков, techknowlogick, без предупреждения заявили о создании коммерческой организации Gitea Ltd. Другие разработчики проекта написали открытое письмо против таких мер, заявив, что Gitea ответвился от Gogs ради демократичного управления проектом, однако представители Gitea Ltd проигнорировали это. В свою очередь, подписавшие письмо разработчики создали форк, названный Forgejo, на который был впоследствии переведён Codeberg.